# Мамонтовський район
Ма́монтовський район (рос. Мамонтовский район) — район у складі Алтайського краю Російської Федерації.
Адміністративний центр — село Мамонтово.

## Історія
Район утворений 1924 року.

## Населення
Населення — 21978 осіб (2019; 23412 в 2010, 26102 у 2002).

## Адміністративний поділ
Район адміністративно поділяється на 13 сільських поселень (сільрад):
| Поселення                       | Площа, км² | Населення, осіб (2002) | Населення, осіб (2010) | Населення, осіб (2019) | Центр          | Населені пункти |
| ------------------------------- | ---------- | ---------------------- | ---------------------- | ---------------------- | -------------- | --------------- |
| Буканська сільська рада         | 169,15     | 1205                   | 1014                   | 1039                   | Буканське      | 2               |
| Гришенська сільська рада        | 88,72      | 979                    | 938                    | 772                    | Гришенське     | 2               |
| Кадниковська сільська рада      | 167,80     | 891                    | 846                    | 696                    | Кадниково      | 1               |
| Комсомольська сільська рада     | 10,62      | 1333                   | 1145                   | 953                    | Комсомольський | 1               |
| Корчинська сільська рада        | 133,02     | 1934                   | 1582                   | 1306                   | Корчино        | 4               |
| Костино-Логівська сільська рада | 134,70     | 1426                   | 1308                   | 1188                   | Костин Лог     | 1               |
| Крестьянська сільська рада      | 211,43     | 1429                   | 1260                   | 1185                   | Крестьянка     | 1               |
| Мамонтовська сільська рада      | 319,17     | 10902                  | 10119                  | 10260                  | Мамонтово      | 3               |
| Островнівська сільська рада     | 228,43     | 2032                   | 1659                   | 1402                   | Островне       | 2               |
| Покровська сільська рада        | 179,06     | 1120                   | 1014                   | 958                    | Покровка       | 2               |
| Сусловська сільська рада        | 137,58     | 954                    | 784                    | 623                    | Суслово        | 1               |
| Тімірязєвська сільська рада     | 139,66     | 840                    | 734                    | 650                    | Первомайський  | 1               |
| Чорнокур'їнська сільська рада   | 284,09     | 1057                   | 1009                   | 946                    | Чорна Кур'я    | 1               |

- 2010 року ліквідовані Малобутирська сільська рада та Українська сільська рада, території увійшли до складу Мамонтовської сільської ради[4].
- 2012 року ліквідована Травнівська сільська рада, територія увійшла до складу Островнівської сільської ради[5].
- 2013 року ліквідована Єрмачихинська сільська рада, територія увійшла до складу Корчинської сільської ради[6].

## Найбільші населені пункти
Нижче подано список населених пунктів з чисельністю населенням понад 1000 осіб:
| № | Населений пункт | Населення, осіб (2002) | Населення, осіб (2010) |
| - | --------------- | ---------------------- | ---------------------- |
| 1 | Мамонтово       | 9348                   | 8784                   |
| 2 | Костин Лог      | 1426                   | 1308                   |
| 3 | Крестьянка      | 1429                   | 1260                   |
| 4 | Островне        | 1388                   | 1224                   |
| 5 | Комсомольський  | 1333                   | 1145                   |
| 6 | Корчино         | 1281                   | 1109                   |
| 7 | Покровка        | 1110                   | 1011                   |
| 8 | Чорна Кур'я     | 1057                   | 1009                   |
| 9 | Буканське       | 1193                   | 1005                   |